# Prosper Slachmuylders
Prosper (Pros) Slachmuylders (1939-2024), ook bekend als Daddy Pros, is een Belgisch voormalig lange-afstandsrenner, marathonloper en later politicus voor VLD.

## Levensloop
In de jaren 1960 en 1970 was Slachmuykders als atleet vooral actief in de lange afstandsloop en de marathon. Zo kwam hij ook in de organisatie van de Berchemmarathon en via deze weg uiteindelijk als stemmenkampioen ook in de Berchemse politiek terecht.
Slachmuylders was districtburgemeester van Berchem van begin 2001 tot eind 2006. Hij kwam in opspraak nadat hij - tegen het partijstandpunt in - weigerde homohuwelijken af te sluiten toen dit in juni 2003 mogelijk werd.
Hij kwam in 2004 opnieuw in opspraak omdat hij districtsgeld gebruikte voor reizen naar de Filipijnen en drukkosten voor een folder met betrekking tot de Filipijnen. In december 2004 vorderde de stad Antwerpen een deel van zijn wedde terug wegens zijn lange afwezigheid als districtsburgemeester. In mei 2005 diende Slachmuylders een klacht in bij minister van Binnenlandse Zaken Patrick Dewael (tevens VLD) nadat zijn eigen districtscollege bevoegdheden van hem wou afnemen.
In november 2005 stapte hij uit de VLD; hij zou wel aanblijven als districtsburgemeester voor het resterende jaar. Bij de districtsraadsverkiezingen van 2006 kwam hij nog op als lijsttrekker van "Defusie", maar die kieslijst haalde slechts 155 (0,6%) stemmen.
In 2015 werd hij opgepakt in de Filipijnen (regio Bohol) op betichting van kinderhandel, -misbruik, pedofilie en het bezit van drugs. Ook in het verleden werd hij reeds beschuldigd van seks met minderjarigen en bigamie.
In maart 2017 werd zijn verhaal gebracht in het programma Alloo in de Buitenlandse Gevangenis van Luk Alloo. Kort daarop (mei 2017), na twee jaar in de Filipijnse gevangenis, werd hij na het betalen van een borgsom vrijgelaten.
Hij stierf op donderdag 11 juli 2024 in het ziekenhuis van Tagbilaran op het Filipijnse eiland Bohol. Hij werd 84 jaar oud.